# العلاقات الفنلندية الفيتنامية
العلاقات الفنلندية الفيتنامية هي العلاقات الثنائية التي تجمع بين فنلندا وفيتنام.

## مقارنة بين البلدين
هذه مقارنة عامة ومرجعية للدولتين:
| وجه المقارنة                                              | فنلندا                                                                               | فيتنام           |
| --------------------------------------------------------- | ------------------------------------------------------------------------------------ | ---------------- |
| المساحة (كم2)                                             | 338.42 ألف                                                                           | 331.69 ألف       |
| عدد السكان (نسمة)                                         | 5.52 مليون                                                                           | 94.66 مليون      |
| الكثافة السكانية (ن./كم²)                                 | 16.31                                                                                | 285.39           |
| العاصمة                                                   | هلسنكي                                                                               | هانوي            |
| اللغة الرسمية                                             | اللغة الفنلندية، اللغة السويدية                                                      | اللغة الفيتنامية |
| العملة                                                    | يورو، ماركا فنلندية                                                                  | دونغ فيتنامي     |
| الناتج المحلي الإجمالي (بليون دولار)                      | 251.88 مليار                                                                         | 234.19 مليار     |
| الناتج المحلي الإجمالي (تعادل القوة الشرائية) بليون دولار | 231.84 مليار                                                                         | 553.42 مليار     |
| الناتج المحلي الإجمالي الاسمي للفرد دولار أمريكي          | 42.31 ألف                                                                            | 2.48 ألف         |
| الناتج المحلي الإجمالي للفرد دولار أمريكي                 | 40.68 ألف                                                                            | 5.63 ألف         |
| مؤشر التنمية البشرية                                      | 0.883                                                                                | 0.666            |
| رمز المكالمات الدولي                                      | +358                                                                                 | +84              |
| رمز الإنترنت                                              | .fi                                                                                  | .vn              |
| المنطقة الزمنية                                           | ت ع م+02:00، ت ع م+03:00، أوروبا/هلسنكي ‏، توقيت شرق أوروبا، توقيت شرق أوروبا الصيفي ‏ | ت ع م+07:00      |

## مدن متوأمة
في ما يلي قائمة باتفاقيات التوأمة بين مدن فنلندية وفيتنامية:
- ترتبط سالو مع تاي نغوين [الإنجليزية]‏ باتفاقية توأمة.

## منظمات دولية مشتركة
يشترك البلدان في عضوية مجموعة من المنظمات الدولية، منها:
| علم المنظمة | اسم المنظمة                        | تاريخ انضمام فنلندا | تاريخ انضمام فيتنام |
| ----------- | ---------------------------------- | ------------------- | ------------------- |
|             | بنك التنمية الآسيوي                | 1966                | 1966                |
|             | مؤسسة التنمية الدولية              | 29 ديسمبر 1960      | 24 سبتمبر 1960      |
|             | يونسكو                             | 10 أكتوبر 1956      | 6 يوليو 1951        |
|             | وكالة ضمان الاستثمار متعدد الأطراف | 28 ديسمبر 1988      | 5 أكتوبر 1994       |
|             | الأمم المتحدة                      | 14 ديسمبر 1955      | 20 سبتمبر 1977      |
|             | الفريق المعني برصد الأرض           | ?                   | ?                   |
|             | الاتحاد البريدي العالمي            | ?                   | ?                   |
|             | البنك الدولي للإنشاء والتعمير      | 14 يناير 1948       | 21 سبتمبر 1956      |
|             | المنظمة الهيدروغرافية الدولية      | ?                   | ?                   |
|             | الاتحاد الدولي للاتصالات           | 1 سبتمبر 1920       | 24 سبتمبر 1951      |
|             | منظمة حظر الأسلحة الكيميائية       | ?                   | ?                   |
|             | مؤسسة التمويل الدولية              | 20 يوليو 1956       | 4 أغسطس 1967        |
|             | منظمة التجارة العالمية             | 1995                | 11 يناير 2007       |
|             | منظمة الشرطة الجنائية الدولية      | ?                   | ?                   |

## أعلام
هذه قائمة لبعض الشخصيات التي تربطها علاقات بالبلدين:
- الشعب الفيتنامي في فنلندا

## وصلات خارجية
- موقع وزارة الخارجية الفنلندية
- موقع وزارة الخارجية الفيتنامية